# Janez Puh
Janez Puh (njemački: Johann Puch) (Sakušak kraj Ptuja, 27. lipnja 1862. – Zagreb 19. srpnja 1914.) -  slovenski mehaničar, izumitelj i vlasnik tvornice, poznat u automobilizmu. Živio je i radio u Grazu u Austriji.
Počeo je proizvodnju bicikla 1891. godine. Izvozio ih je u Englesku i Francusku. Godine 1899. otvorio je svoju tvornicu, koja 1903. počinje proizvoditi motocikle, a od 1904. i automobile. Godine 1912., tvornica Puch zapošljava 1100 radnika, koji su godišnje proizvodili oko 300 automobila, 300 motocikala i 16 000 bicikala. Također proizvodi automobile za Habsburšku dinastiju i Austro-Ugarsku vojsku.
Puh je nosilac 35 patenata iz područja automehanike. Njegovi motocikli i automobili bili su uspješni u utrkama i relijima.
Tradicija tvornice Puh i danas se nastavlja pod imenom Steyr-Daimler-Puch. Sjedišta se nalaze u Grazu i Beču.
Johann Puh umro je u Zagrebu 1914. godine.